# Bostövlus
Bostövlus (Lepinotus inquilinus) är en insektsart som beskrevs av Lucas Friedrich Julius Dominikus von Heyden 1850. Bostövlus ingår i släktet Lepinotus och familjen stumpvingestövlöss. Arten är reproducerande i Sverige. Inga underarter finns listade i Catalogue of Life.